# Ordinariato militar de Indonesia
El ordinariato militar de Indonesia (en indonesio: Ordinariat Militer Indonesia) es una circunscripción eclesiástica latina de la Iglesia católica en Indonesia, Inmediatamente sujeta a la Santa Sede. El ordinariato militar tiene al obispo Ignatius Suharyo Hardjoatmodjo como su ordinario desde el 2 de enero de 2006.

## Territorio y organización
El ordinariato militar tiene jurisdicción personal peculiar ordinaria y propia sobre los fieles católicos militares de rito latino (y otros fieles definidos en los estatutos), incluso si se hallan fuera de las fronteras del país, pero los fieles continúan siendo feligreses también de la diócesis y parroquia de la que forman parte por razón del domicilio o del rito, pues la jurisdicción es cumulativa con el obispo del lugar. Los cuarteles y los lugares reservados a los militares están sometidos primera y principalmente a la jurisdicción del ordinario militar, y subsidiariamente a la jurisdicción del obispo diocesano cuando falta el ordinario militar o sus capellanes. El ordinariato tiene su propio clero, pero los obispos diocesanos le ceden sacerdotes para llevar adelante la tarea de capellanes militares de forma exclusiva o compartida con las diócesis.
La sede del ordinariato militar se encuentra en la ciudad de Yakarta.
En 2019 el Anuario Pontificio no reportó la existencia de parroquias en el ordinariato militar.

## Historia
El vicariato castrense de Indonesia fue erigido el 25 de diciembre de 1949.
Mediante la promulgación de la constitución apostólica Spirituali Militum Curae por el papa Juan Pablo II el 21 de abril de 1986 los vicariatos militares fueron renombrados como ordinariatos militares o castrenses y equiparados jurídicamente a las diócesis. Cada ordinariato militar se rige por un estatuto propio emanado de la Santa Sede y tiene a su frente un obispo ordinario nombrado por el papa teniendo en cuenta los acuerdos con los diversos Estados. 

## Estadísticas
De acuerdo al Anuario Pontificio 2020 el ordinariato militar en 2019 tenía 4 sacerdotes.
| Año                                                                             | Población            | Población | Población      | Sacerdotes | Sacerdotes    | Sacerdotes    | Bautizados por sacerdote | Diáconos permanentes | Religiosos | Religiosos | Parroquias |
| Año                                                                             | Bautizados católicos | Total     | % de católicos | Total      | Clero secular | Clero regular | Bautizados por sacerdote | Diáconos permanentes | Varones    | Mujeres    | Parroquias |
| ------------------------------------------------------------------------------- | -------------------- | --------- | -------------- | ---------- | ------------- | ------------- | ------------------------ | -------------------- | ---------- | ---------- | ---------- |
| 1999                                                                            |                      |           |                | 9          | 9             |               |                          |                      |            |            |            |
| 2013                                                                            |                      |           |                | 6          | 6             |               |                          |                      |            |            |            |
| 2016                                                                            |                      |           |                | 5          | 5             |               |                          |                      |            |            |            |
| 2019                                                                            |                      |           |                | 4          | 4             |               |                          |                      |            |            |            |
| Fuente: Catholic-Hierarchy, que a su vez toma los datos del Anuario Pontificio. |                      |           |                |            |               |               |                          |                      |            |            |            |

## Episcopologio
- Albert Soegijapranata, S.I. † (25 de diciembre de 1949-23 de julio de 1963 falleció)
- Justinus Darmojuwono † (8 de julio de 1964-31 de diciembre de 1983 retirado)
- Julius Riyadi Darmaatmadja, S.I. (28 de abril de 1984-2 de enero de 2006 renunció)
- Ignatius Suharyo Hardjoatmodjo, desde el 2 de enero de 2006